# Brittiska Östafrikanska Kompaniet
Brittiska Östafrikanska Kompaniet (engelska Imperial British East Africa Company, IBEAC) var administrationen för Brittiska Östafrika, föregångaren till dagens Kenya. Man rådde även över områden som sedermera skulle bli Ugandaprotektoratet, dagens Uganda. Kompaniet var en kommersiell organisation avsedd att utveckla handeln i östafrikanska områden som stod under den brittiska kolonialmakten. Sällskapet som var föregångaren till kompaniet, East Africa Association, grundades efter Berlinkonferensen 1885 av William Mackinnon, och byggde på hans tidigare handelsaktiviteter i regionen. 
Mombasa med dess hamn var central för sällskapets operationer, och det administrativa centret låg 80 kilometer söderut i staden Shimoni. Man inkorporerades sedan i London den 18 april 1888, och garanterades ett kungligt privilegiebrev av drottning Victoria den 6 september 1888.
Kompaniet kontrollerade som mest ett område på 639 000 km2 utmed Afrikas östkust, med dess centrala del ungefärligt belägen i longitud 39° öst, och latitud 0° (ekvatorn).